# Krzysztof Szatrawski
Krzysztof Szatrawski (n. 1 septembrie 1961, Kętrzyn, Warmia și Mazuria, Polonia) este un poet, prozator, eseist, culturolog, critic literar și muzical, profesor universitar. A editat cărțile de poeme: „Mesajul ultimului dintre epigoni” (1981), „24 de ore de moarte” (1989), „Mai jos de vis” (1989), „Versuri grafice” (1990), „Nordul cântă tihnit” (1997), „Cântece de dragoste și despărțire” (1999), „Veac nou” (2014), „Timpul grădinilor în flăcări” (2017). Este autorul romanului „Recviem pentru erou” (1989), a volumului de nuvele „Plecarea” (2006) și a mai multor monografii tematice. Om emerit în cultură din Polonia, laureat al unor premii literare naționale și internaționale. 
Traducător din creația poeților americani și israelieni.  
Președinte al Filialei Olsztynie a Uniunii Scriitorilor din Polonia.